# United Buddy Bears

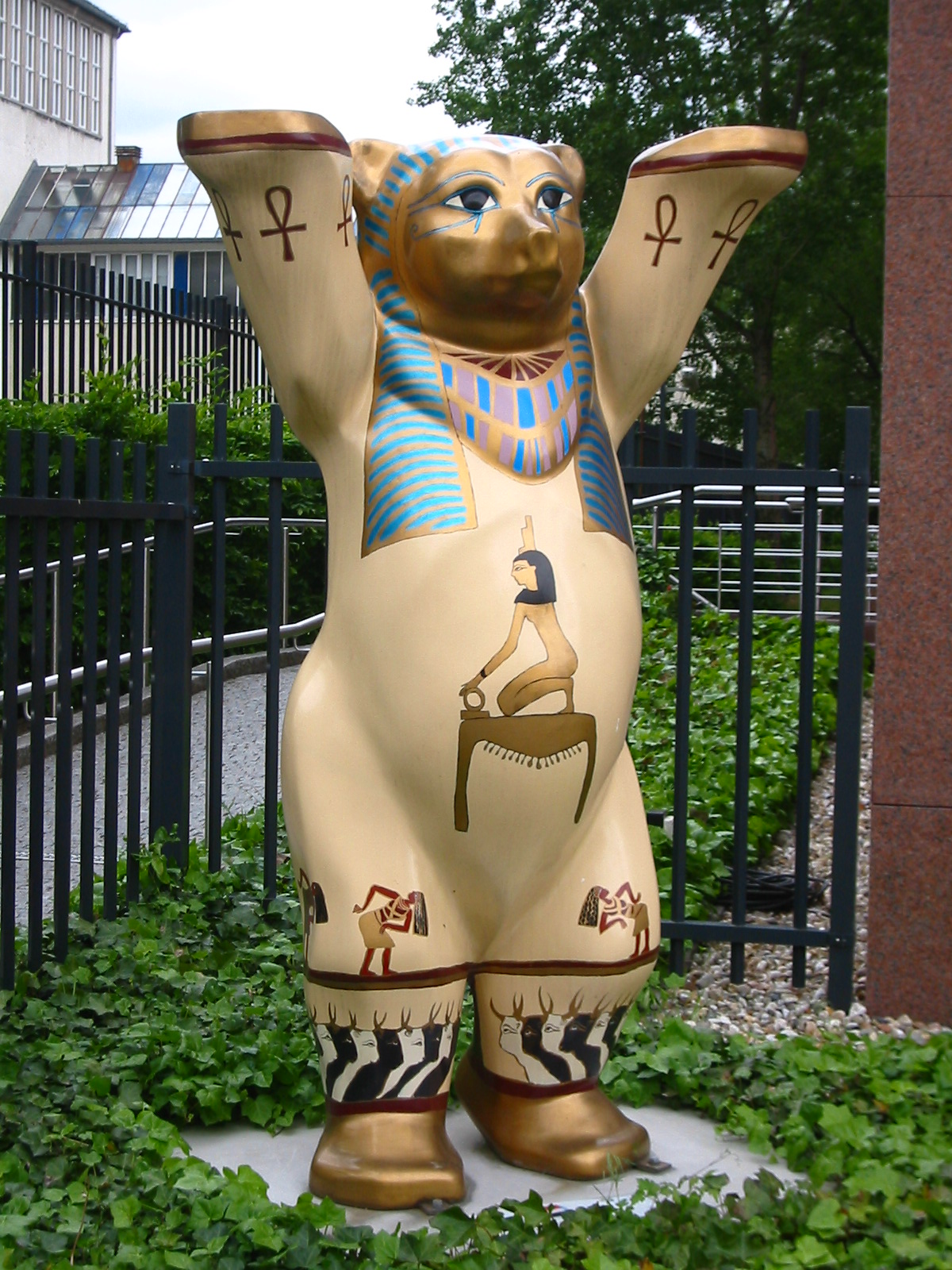
Urso Camarada do Egito

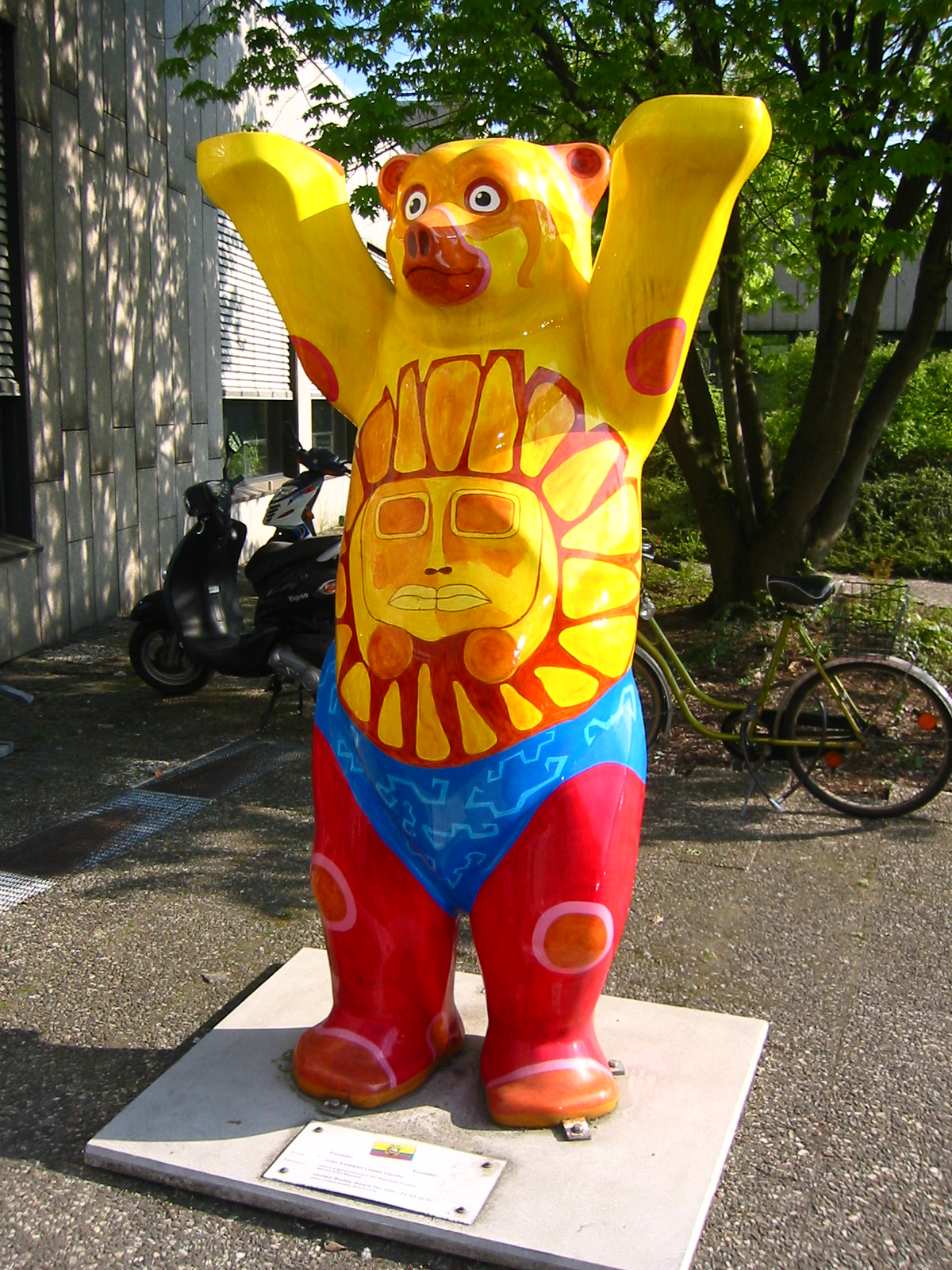
Urso Camarada - Equador

O Buddy Bär (Urso Camarada) é uma escultura de urso que possui 2 m de altura pintada individualmente. Os Buddy Bären (Ursos Camaradas) são a adaptação de uma ideia que foi realizada com sucesso em outras metrópoles do mundo como, por exemplo a CowParade em Nova York.
Em 2001 aproximadamente 350 ursos foram colocados nas ruas e praças públicas de Berlim. Muitas dessas esculturas foram leiloadas em benefício de organizações filantrópicas infantis.

## United Buddy Bears em tournée mundial

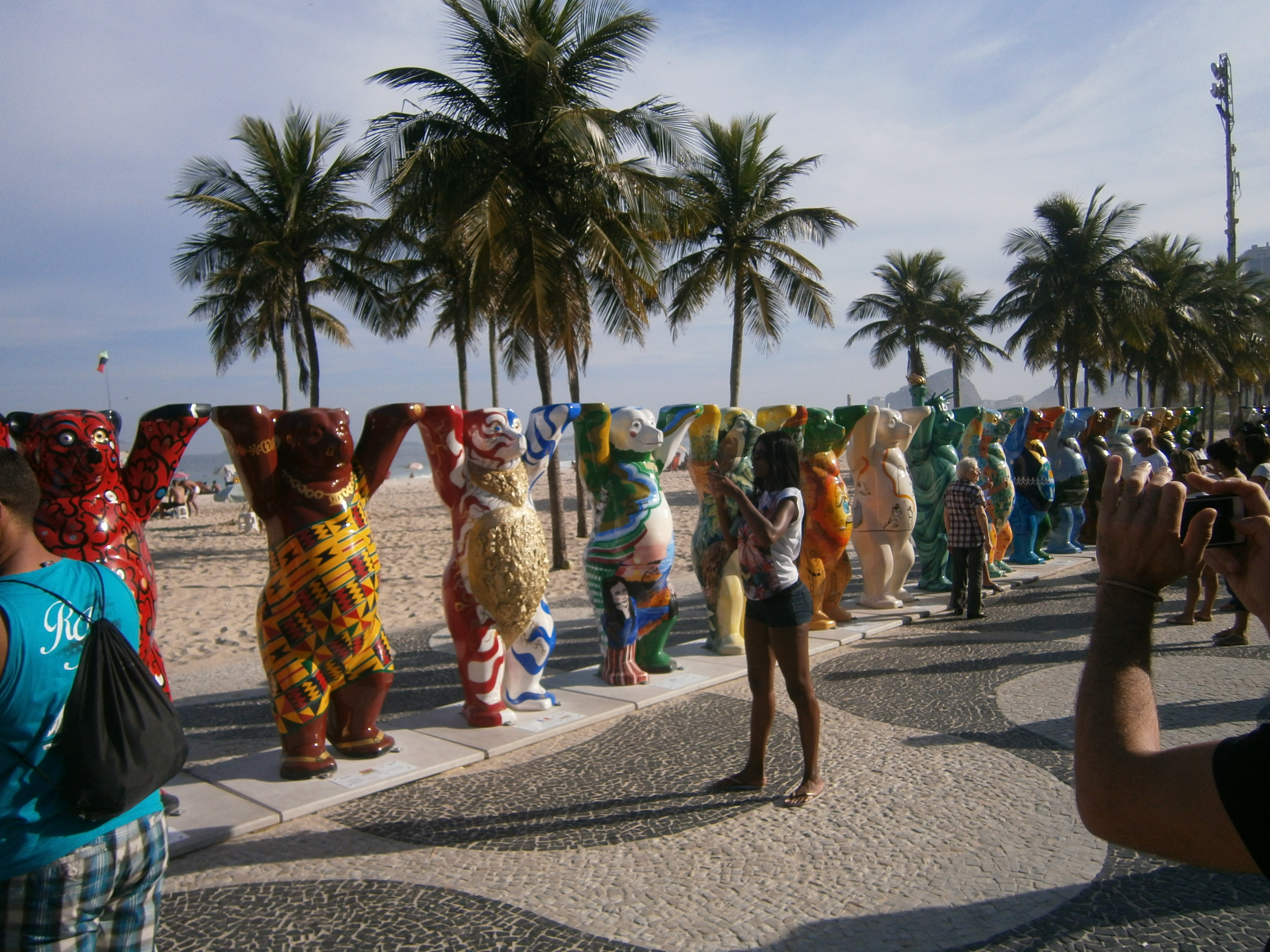
United Buddy Bears - Rio de Janeiro, Copacabana 2014

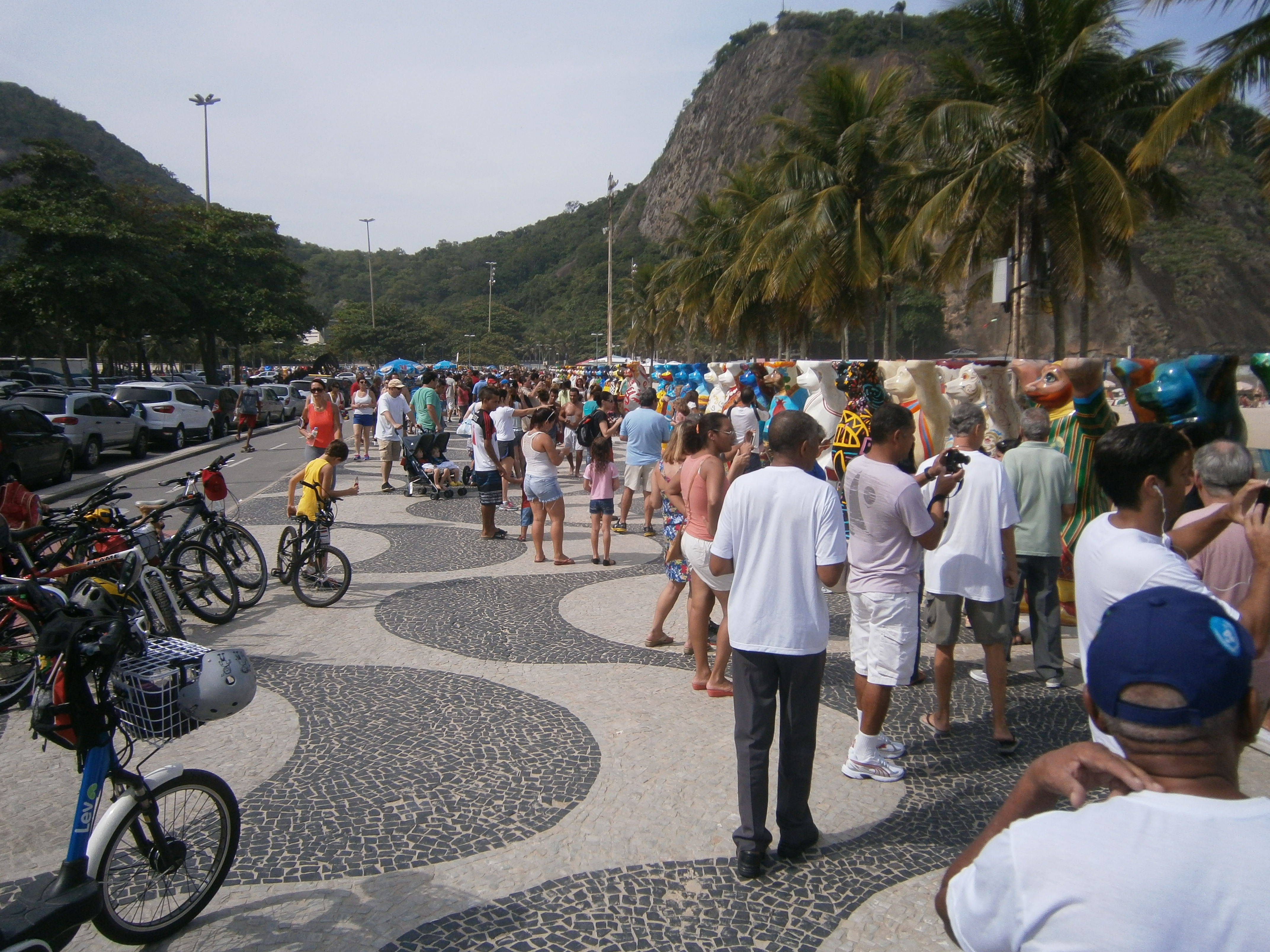
United Buddy Bears - Rio de Janeiro, Copacabana 2014

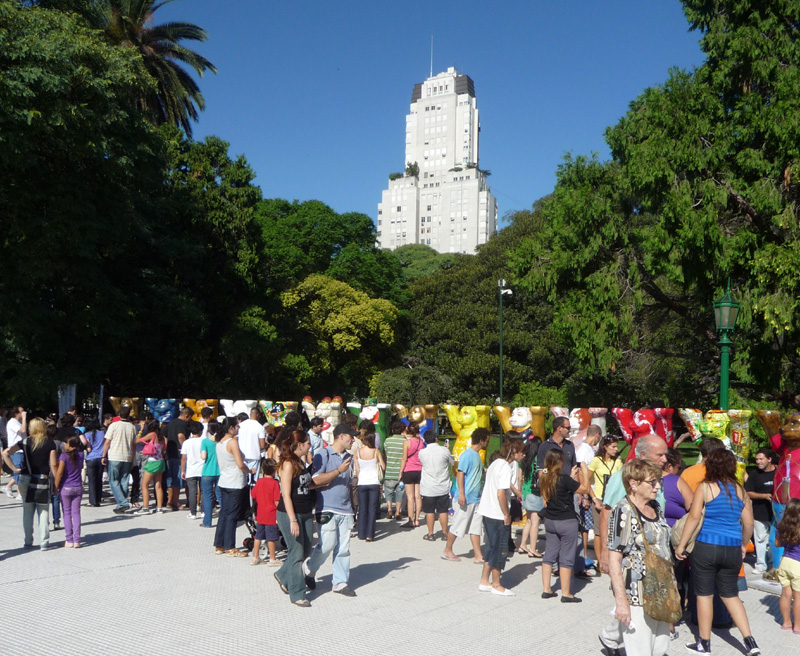
United Buddy Bears - Buenos Aires 2009

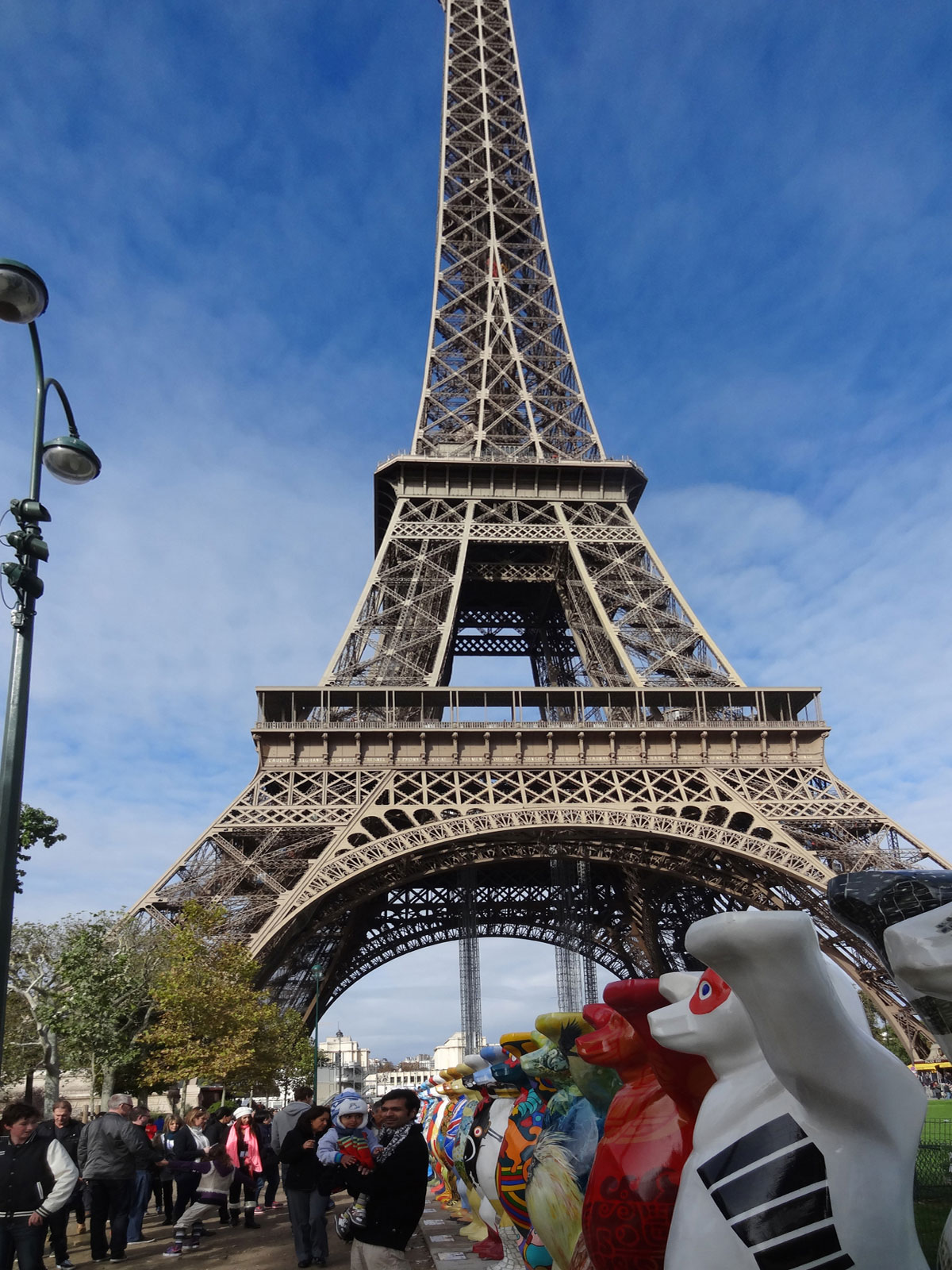
United Buddy Bears - Paris 2012

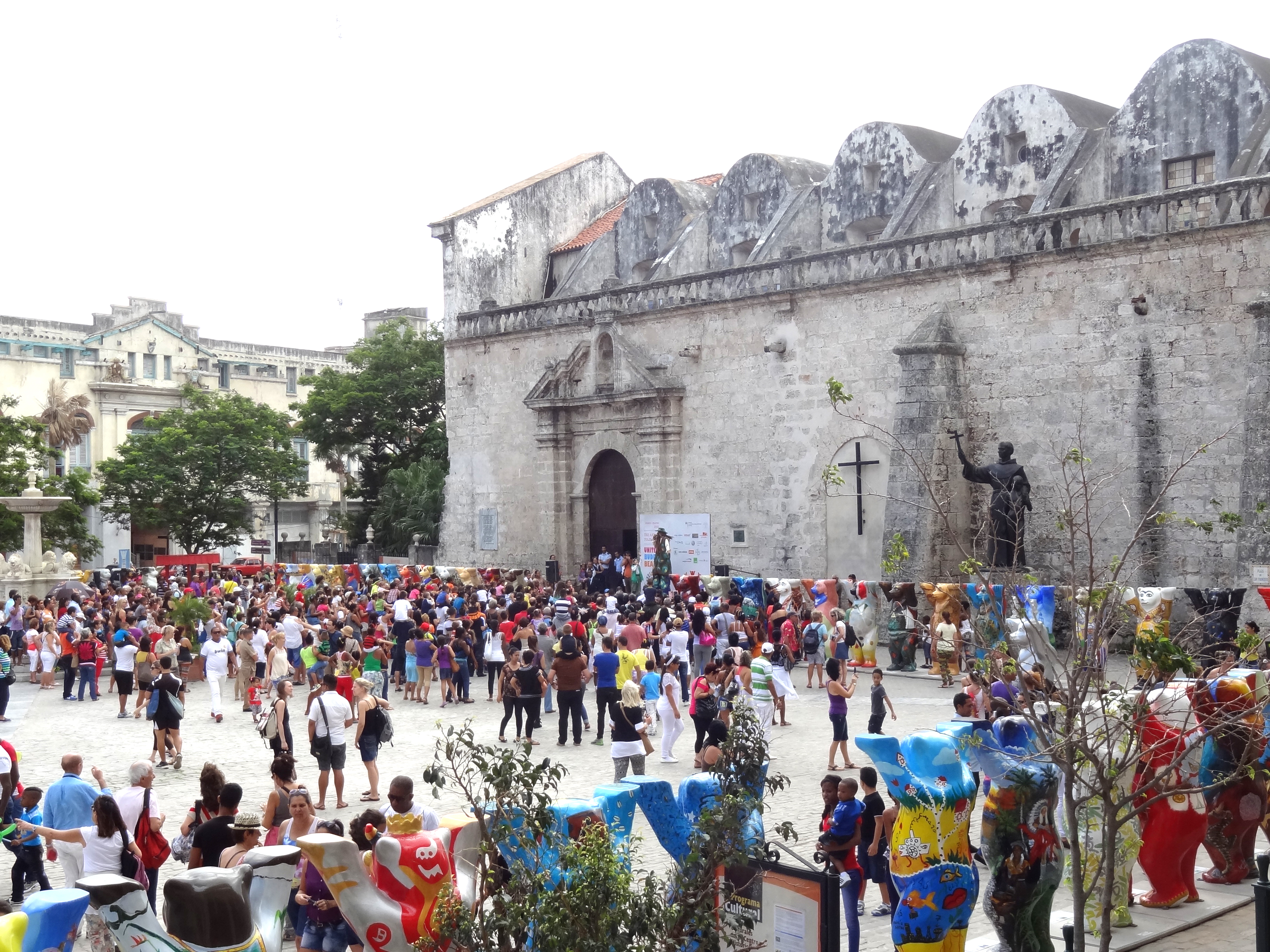
La Habana
Plaza San Francisco de Asís 2015

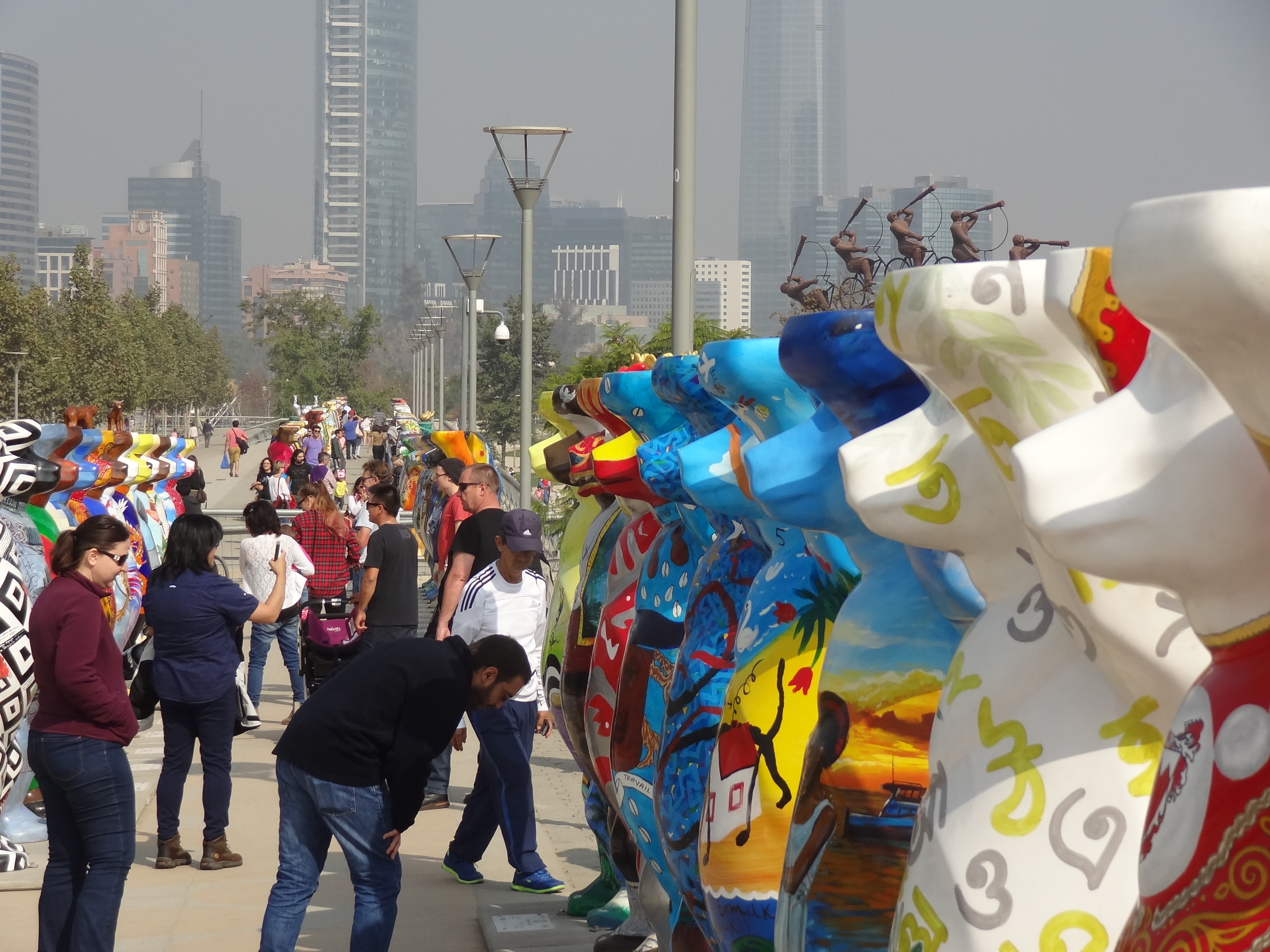
Santiago de Chile, Vitacura
Parque Bicentenario 2015

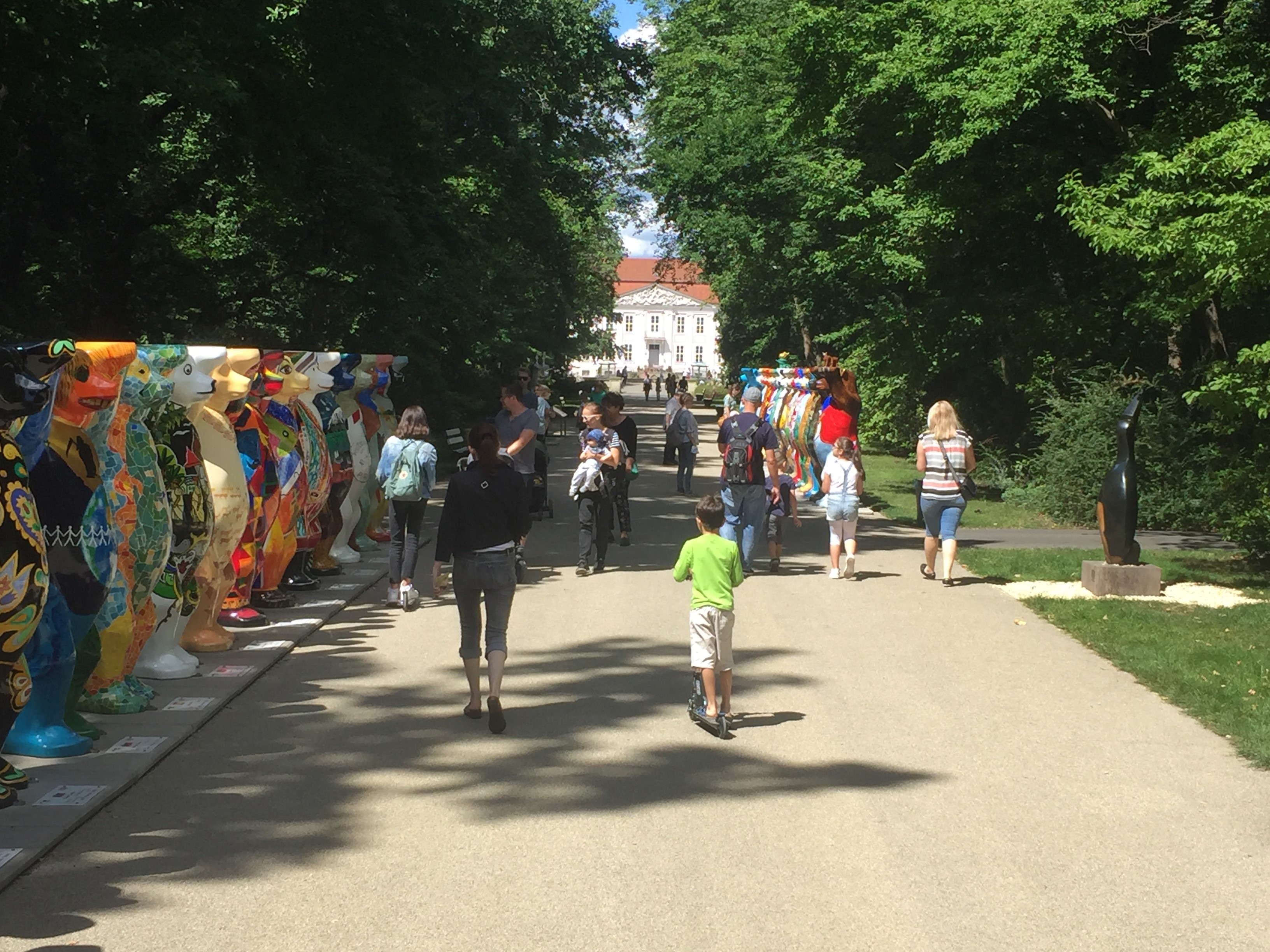
Berlin
Tierpark Berlin 2020

Em 2002 foi implantada uma ideia subsequente ao projeto inicial: O círculo dos United Buddy Bears - embaixadores para uma convivência conjunta e pacífica da humanidade.
Os United Buddy Bears (Ursos Camaradas Unidas) são uma exposição de arte internacional. Aproximadamente 145 United Buddy Bears representam diversos países reconhecidos pela Organização das Nações Unidas. Enquanto colocados lado a lado de mãos dadas, pacificamente, eles promovem a tolerância e o entendimento mútuo entre as diversas nações, religiões e culturas. Cada urso foi criado com um estilo distinto para expressar a singularidade dos artistas dos respectivos países.
Juntos os United Buddy Bears representam uma obra de arte completa, que propaga o enorme espectro da diversidade da vida.
Desde 2002 os ursos têm dado a volta ao mundo. Em todas as cidades da tournée -
- Alemanha, Berlim[2] – Portão de Brandemburgo,  2002-2003
- Áustria, Kitzbühel,[3] 2004
- Hong Kong, Hong Kong – Victoria Park, 2004
- Turquia, Istambul – Beyoğlu, 2004/2005
- Japão, Tóquio[4] – Roppongi Hills Mori Tower, 2005
- Coreia do Sul, Seul[5] – Olympic Park, 2005
- Austrália, Sydney – Ópera de Sydney, 2006
- Alemanha, Berlim[6] – Bebelplatz, 2006
- Áustria, Viena[7] – Karlsplatz, 2006,
- Egito, Cairo[8] – Zamalek, 2007
- Israel, Jerusalém[9] – Safra Square,[10] 2007
- Polónia, Varsóvia[11] - Plac Zamkowy, 2008
- Alemanha, Estugarda - Schlossplatz, 2008
- Coreia do Norte, Pyongyang[12] - Moran Hill, 2008
- Argentina, Buenos Aires[13] - Plaza General San Martín, 2009
- Uruguai, Montevidéu[14] - Praça Independência,[15] 2009
- Alemanha, Berlim[16] - Hauptbahnhof, 2009/2010
- Cazaquistão, Astana - Bayterek Tower, 2010
- Finlândia, Helsínquia - Senatstorget, 2010
- Bulgária, Sófia - St Nedelya, 2011
- Alemanha, Berlim[17] - Kurfürstendamm, 2011
- Malásia, Kuala Lumpur - Pavilion KL - Jalan Bukit Bitang, 2011/2012
- Índia, Nova Deli - Connaught Place, 2012
- Rússia, São Petersburgo - Alexander Garden, 2012
- França, Paris[18][19] - Campo de Marte – Torre Eiffel,[20] 2012
- Rússia, Ecaterimburgo[21] - Parque Majakovskogo, 2013
- Brasil, Rio de Janeiro[22][23] - Copacabana,[24][25][26] 2014
- Cuba, Havana[27] - Plaza San Francisco, 2015
- Chile, Santiago de Chile - Vitacura, Parque Bicentenario, 2015
- Malásia, Penang[28], 2016
- Alemanha, Berlim, 2017/2018
- Letônia, Riga[29], 2018
- Guatemala, Antigua Guatemala, 2019
- Guatemala, Cidade da Guatemala[30], 2019
- Alemanha, Tierpark Berlin, 2020-2023
- Eslovênia, Ljubljana, 2024[31]

- a exposição tem recebido um apoio fantástico de pessoas renomadas assim como pelos embaixadores da UNICEF e atores Sir Peter Ustinov, Jackie Chan, Mia Farrow; o presidente da República Federal da Alemanha, Horst Köhler; o Primeiro Ministro do Japão, Junichiro Koizumi; Primeiro Ministro da Austrália, John Howard e a Primeira Dama do Egito, Suzanne Mubarak. Durante as últimas exposições mais de 40 milhões de visitantes puderam admirar os coloridos Buddy Bears.
A exposição dos United Buddy Bears são uma oportunidade única para divulgar a mensagem de tolerância e entendimento internacional de uma maneira visual e impressionante, a fim de demonstrar uma atitude cosmopolita.
Com o slôgane "Precisamos nos conhecer melhor, porque então poderemos nos entender mais, confiar mais uns nos outros e conviver melhor or" os iniciadores do projeto, Eva e Klaus Herlitz, pretendem despertar a reflexão a respeito de uma convivência pacífica mútua entre os povos. Por esta razão os 145 ursos
são posicionados um ao lado do outro, como se estivessem de mãos dadas. Normalmente eles são colocados em um círculo de 80m de diâmetro, que muitas vezes é denominado pelos organizadores de The Art of Tolerance (A arte da tolerância).
As atividades com os ursos e o auxílio para crianças em estado de necessidade humanitária se tornaram uma unidade inseparável. Através de doações e leilões das esculturas dos ursos puderam ser arrecadados (até o final de 2023) mais de 2,5 milhões de Euros, os quais foram repassados para a Unicef e diversas organizações infantis locais.

## Destaques especiais com uma dimensão política
- 2003 Berlim: Tendo visitado a exposição em Berlim em 2002, o Sr. Peter Ustinov insistiu que o Iraque devia ser representado no círculo dos United Buddy Bears (Ursos Camaradas Unidos) no futuro. Em 2003, o Iraque participou pela primeira vez no círculo e Ustinov fez o discurso de abertura da exposição na presença de mais de 70 embaixadores.
- 2004 Hong Kong: Jackie Chan viu a exposição em Berlim em 2003. Por sua iniciativa, os ursos internacionais viajaram para Hong Kong um ano depois. Chan tornou-se o patrono deste evento. Mais de 3 000 VIPs do mundo da política, negócios e cultura participaram na cerimónia de abertura.[34]
- 2005 Seul: Na corrida para a exposição na Coreia do Sul, dois artistas receberam permissão para viajar da Coreia do Norte para a Alemanha via Pequim para desenharem um United Buddy Bear em Berlim, em nome do seu país. Assim, foi possível que a Coreia do Norte e a Coreia do Sul se juntassem "lado a lado" pela primeira vez durante uma exposição de arte.
- 2007 Jerusalém: Todos os países do Mundo Árabe foram representados no círculo das 132 nações, com um urso Palestino em pé de igualdade com todos os outros ursos pela primeira vez em Jerusalém.[35][36]
- 2008 Pyongyang: Foi a primeira exposição na Coreia do Norte acessível a todos e aberta a todos. De acordo com informações oficiais, todas as semanas foram contabilizados cerca de 200 000 visitantes em Pyongyang.[37][38]
- 2012 Paris: Os United Buddy Bears estão em exposição perto da Torre Eiffel para comemorar o 25.º aniversário da geminação de Paris e Berlim e o 50.º aniversário do Tratado do Eliseu que marcou a reconciliação oficial entre a França e a Alemanha após a II Guerra Mundial.
- 2014 Rio de Janeiro: A célebre exposição dos United Buddy Bears realizou-se de maio a fim de julho de 2014 nessa praia carioca, apesar de protestos da FIFA durante toda a Copa do Mundo de futebol. Os ursos puderam ser vistos no famoso calçadão de Copacabana, no bairro do Leme.[39] Contou-se com a presença de mais de um milhão de visitantes. Fizeram parte da exposição mais de 140 esculturas de ursos, cada uma com mais de 2 metros de altura, realizadas por artistas de mais de 140 países, representando 140 nações do mundo.[40]

## Artistas de todo o mundo
Nos primeiros anos, os Ursos foram desenhados por artistas regionais e celebridades de Berlim para a exposição Arte na Cidade.
A partir de 2002, graças ao apoio da Lufthansa, da Air Berlin e da Associação de Hotéis de
Berlim, artistas de todos os cinco continentes participaram no projeto internacional ‘’United Buddy Bears’’. Até à data, mais de 240 artistas de
mais de 150 países participaram neste projeto, quem o diz é Arik Brauer, Sônia Corrêa, Hernando León, Ibrahim Hazimeh, Carlos Páez Vilaró, Seo Soo-Kyoung, Helge Leiberg, — isto foi igualmente
referido pelo artista e Embaixador Nacional da UNICEF Australia, Ken Done.

## Galeria

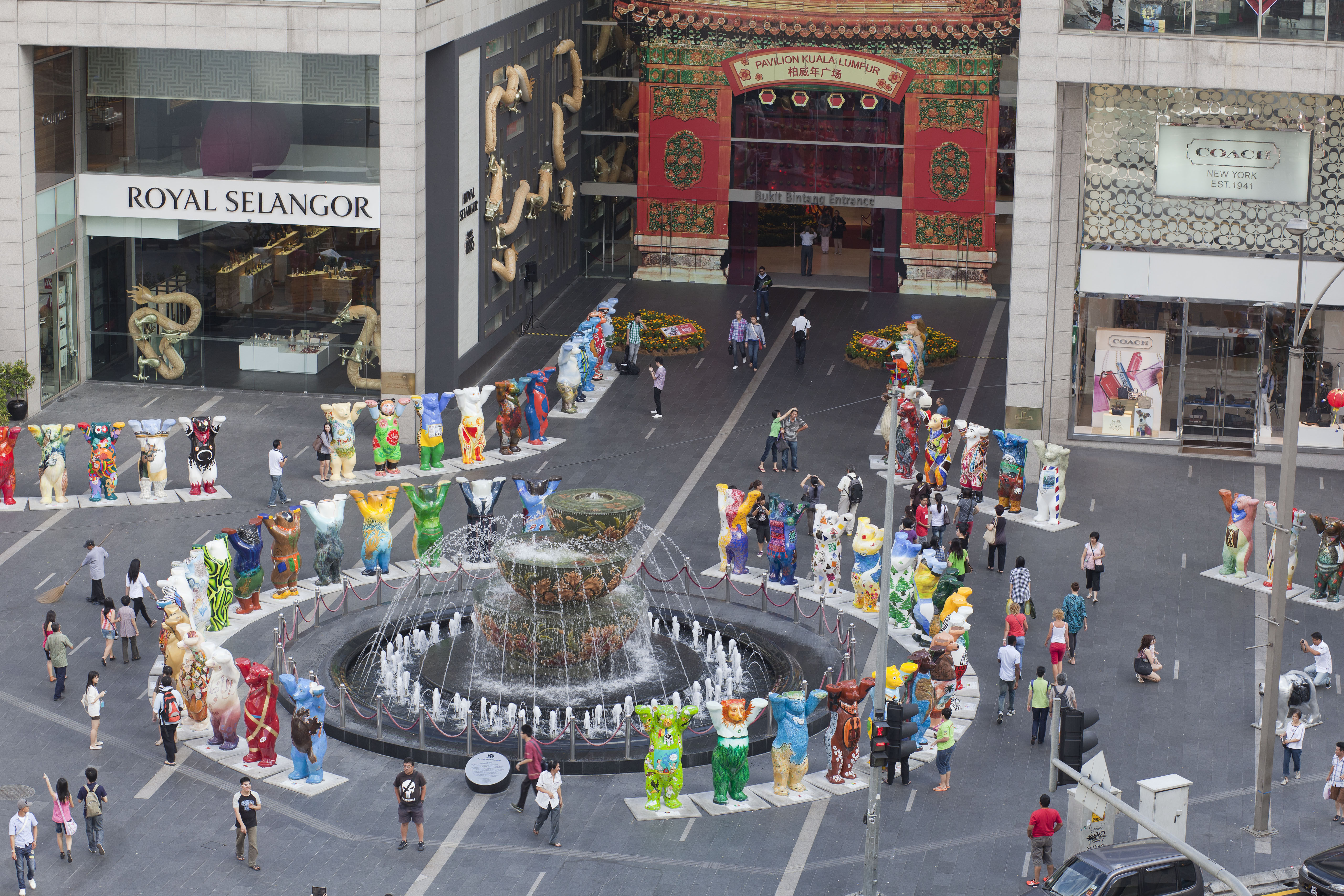
United Buddy Bears Kuala Lumpur 2012
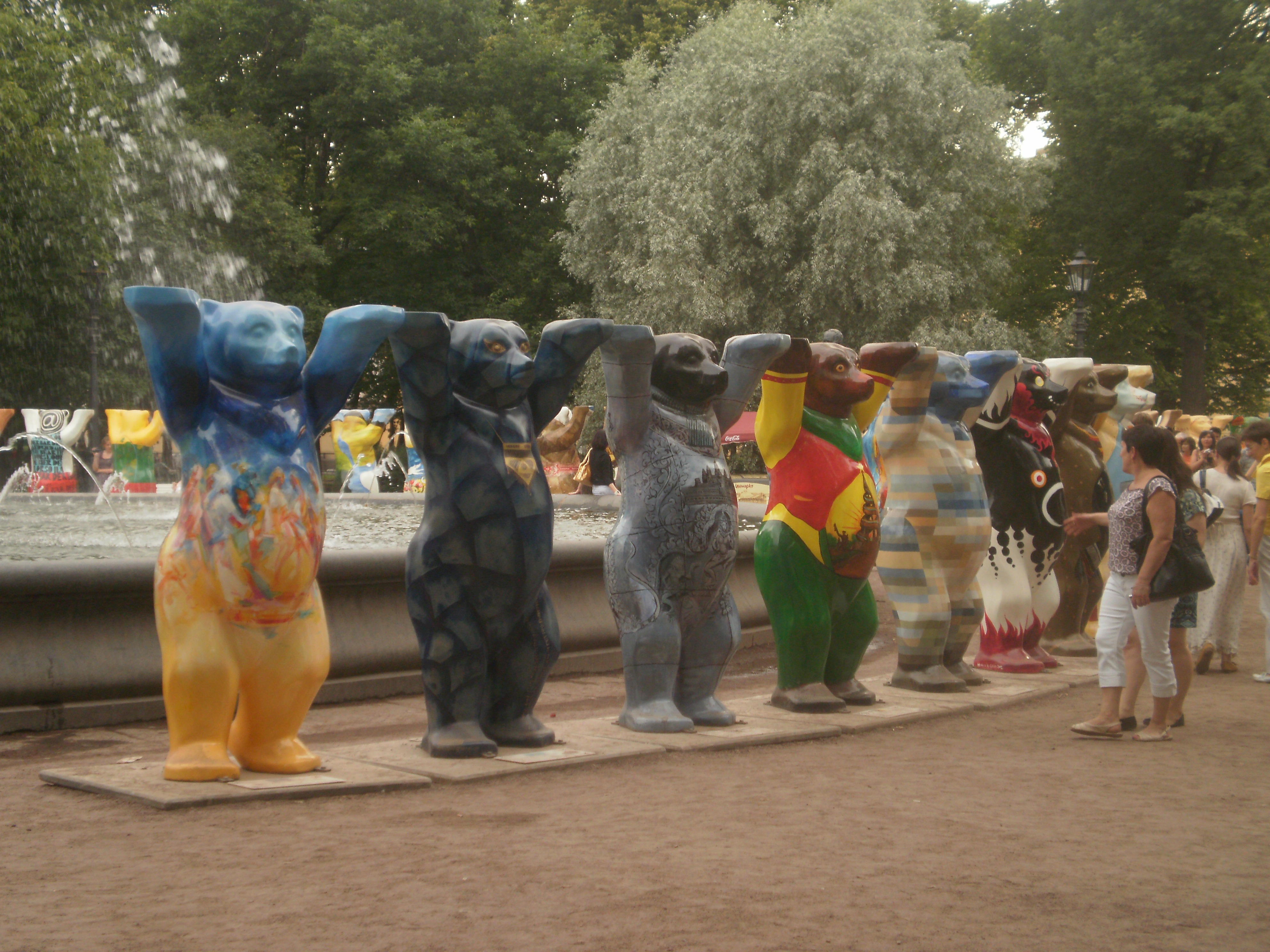
United Buddy Bears São Petersburgo 2012
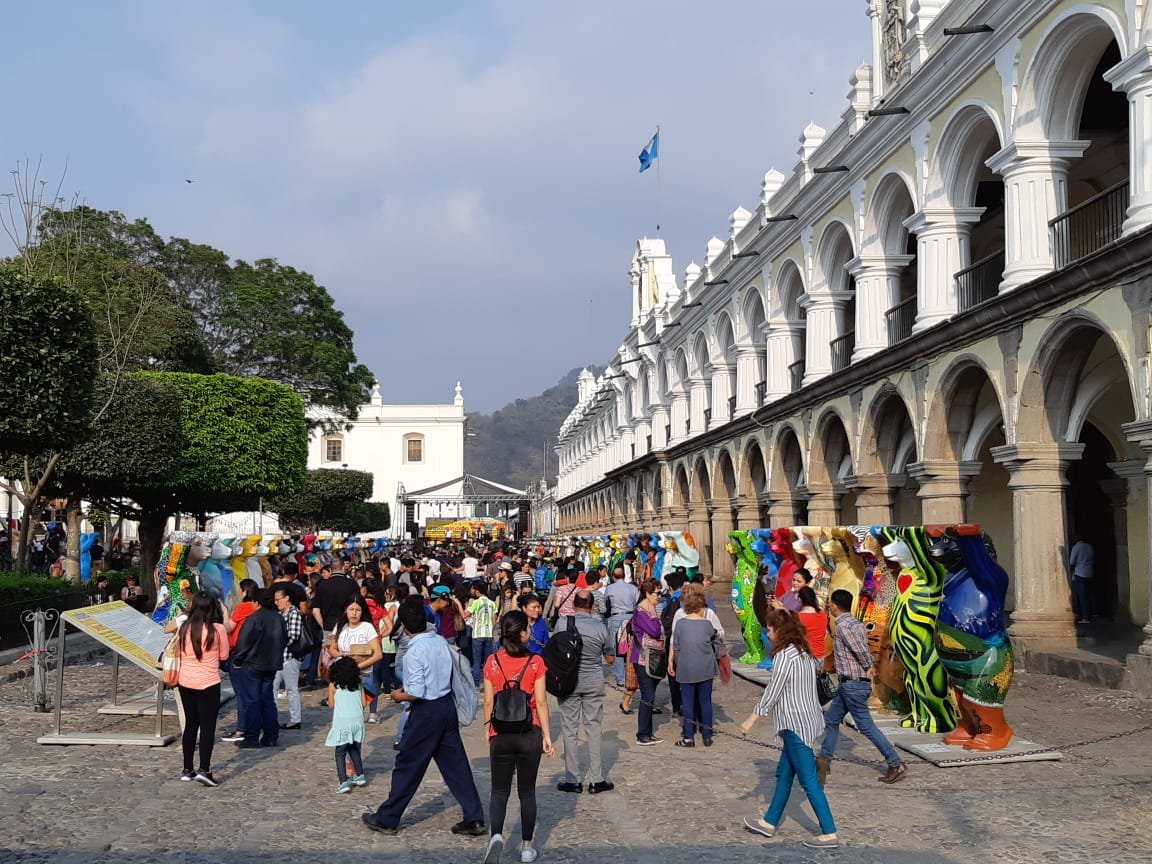
United Buddy Bears Antigua Guatemala 2019

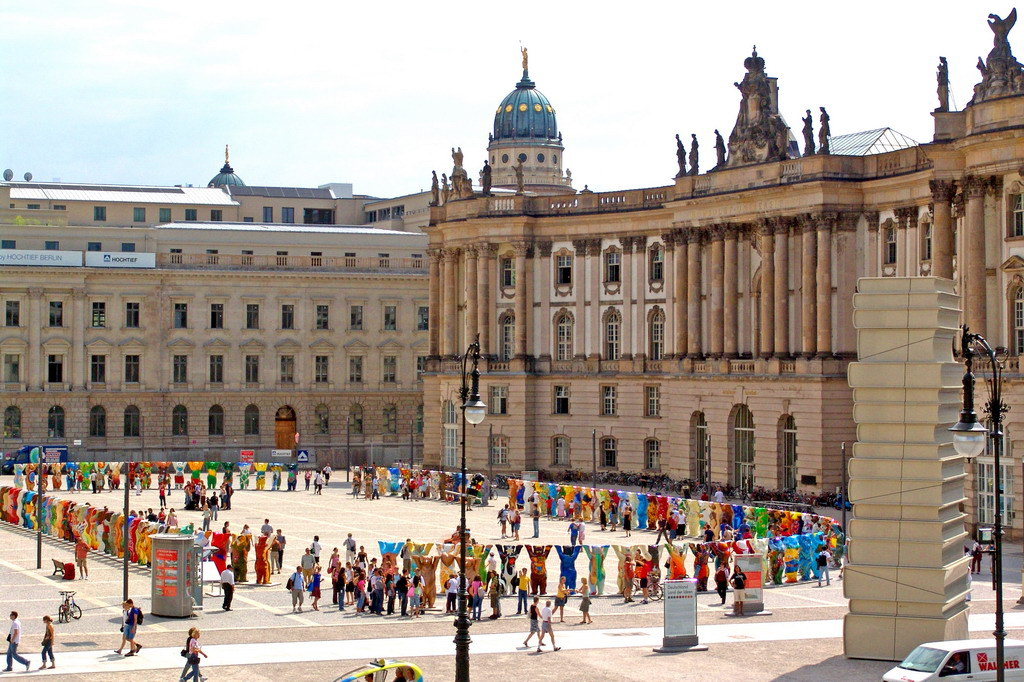
Ursos camaradas unidos em Berlim, Alemanha 2006
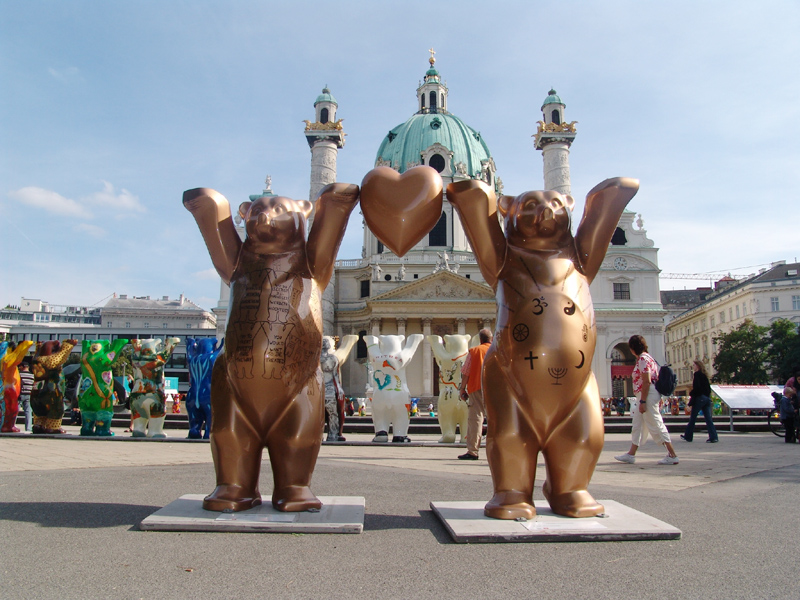
United Buddy Bears Viena 2006
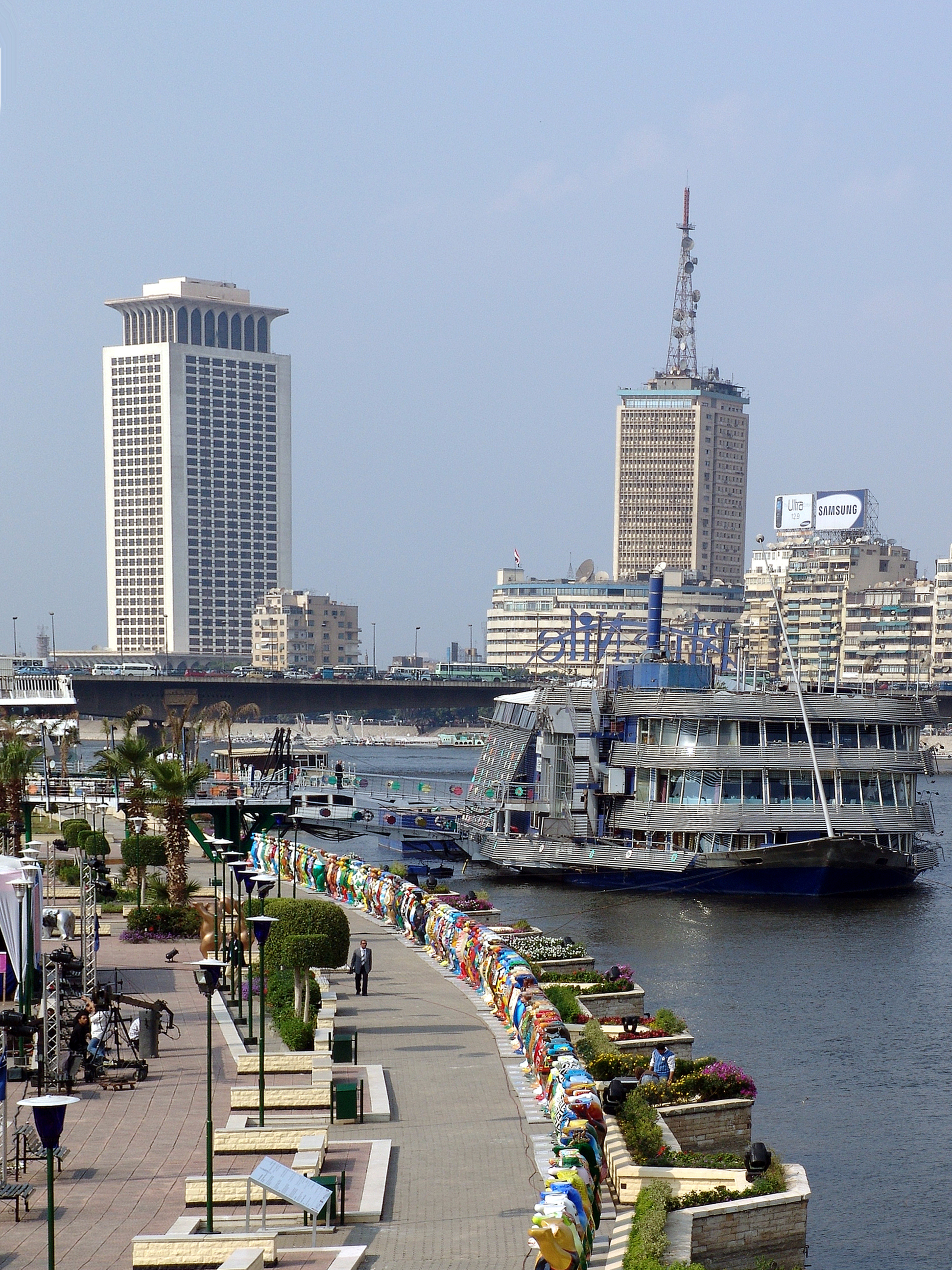
United Buddy Bears Cairo 2007
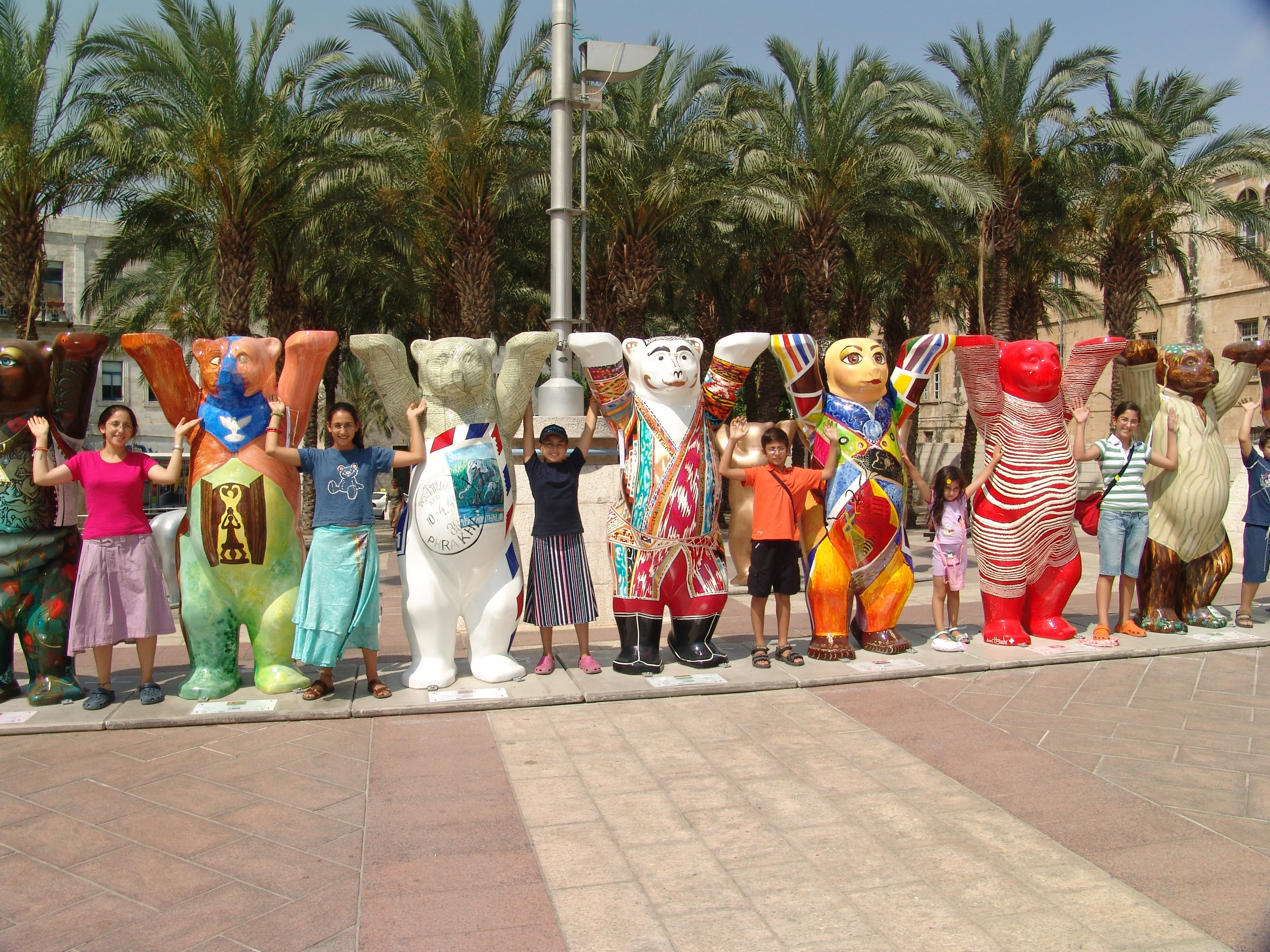
United Buddy Bears Jerusalém 2007

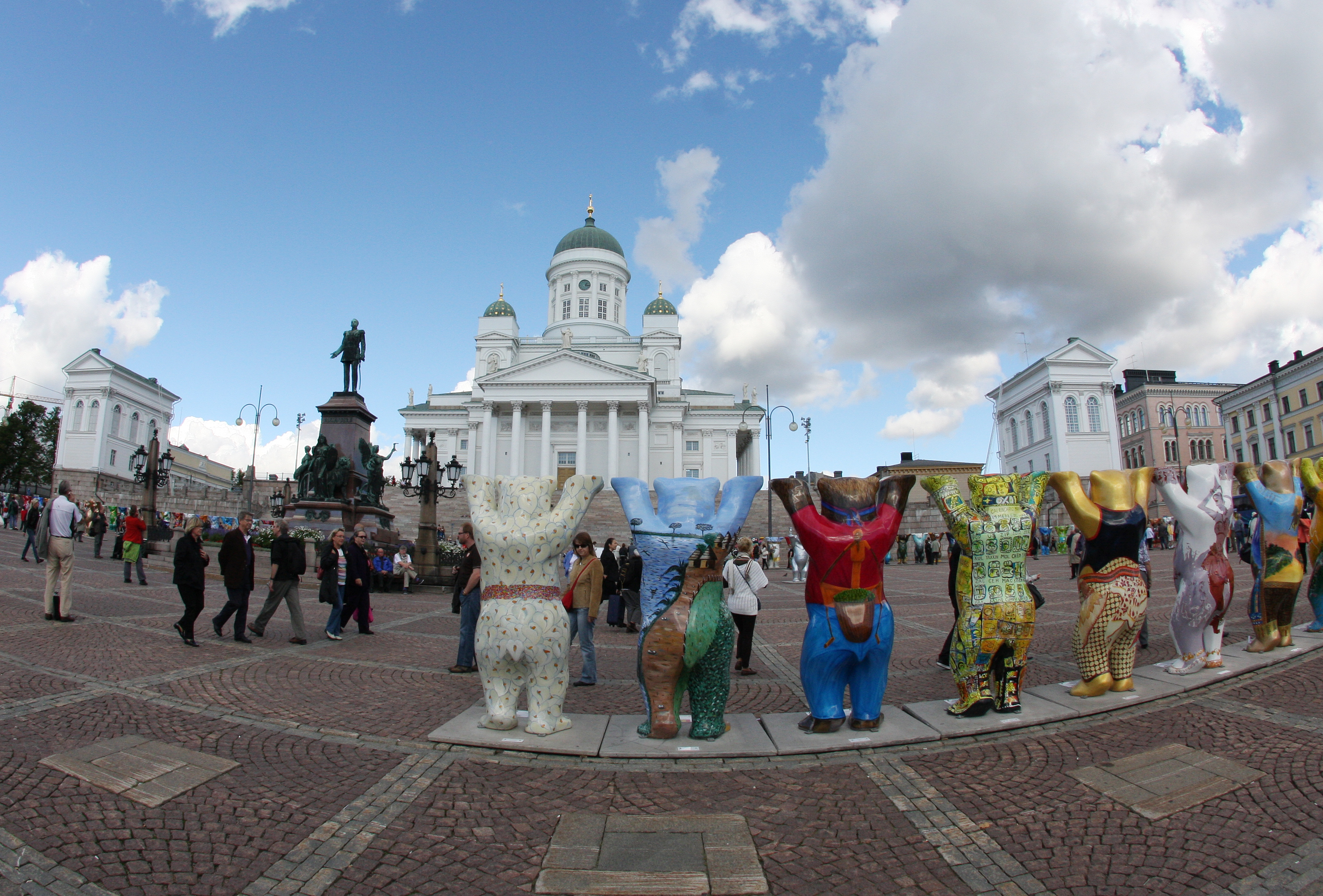
United Buddy Bears Helsínquia 2010
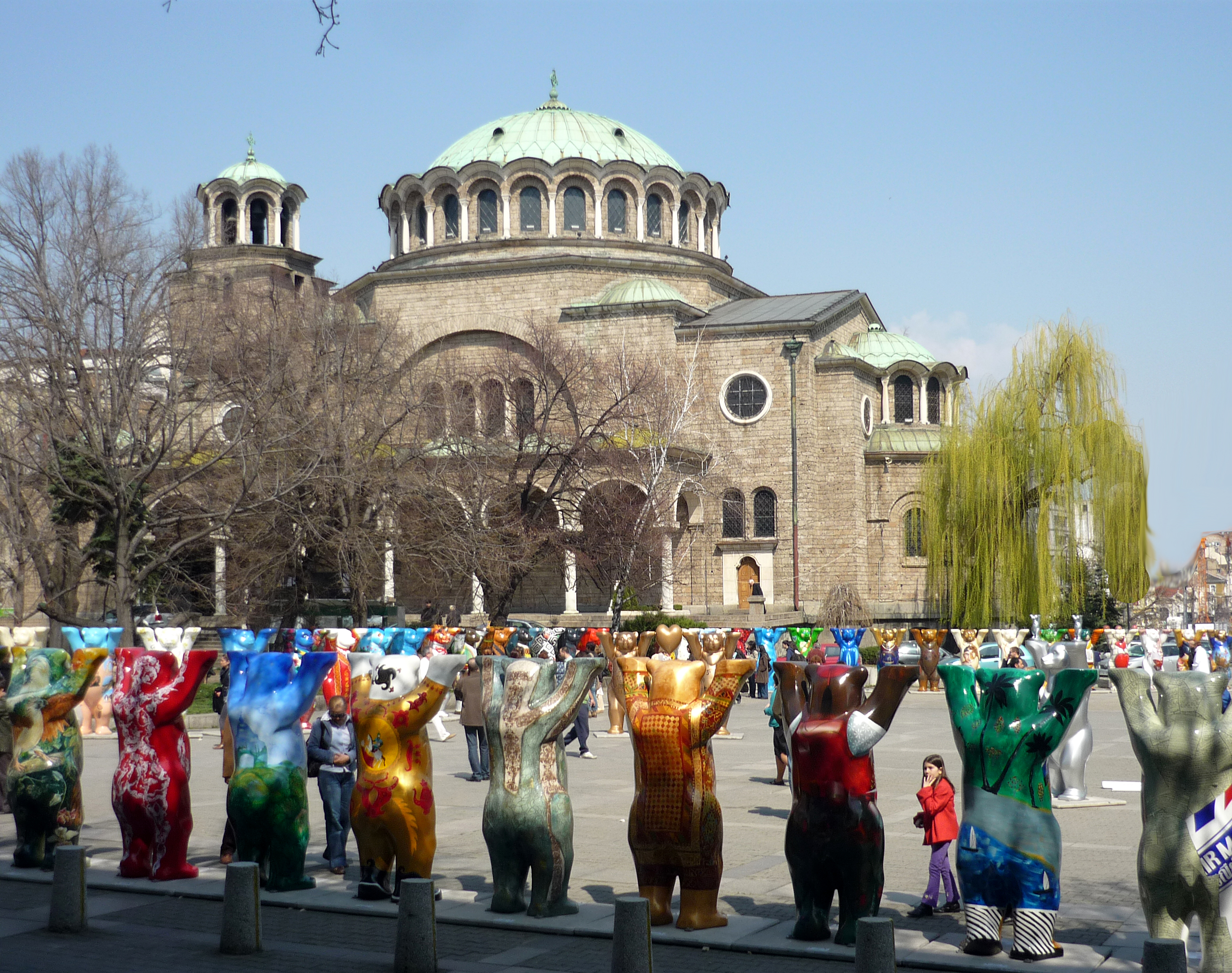
United Buddy Bears Sófia 2011
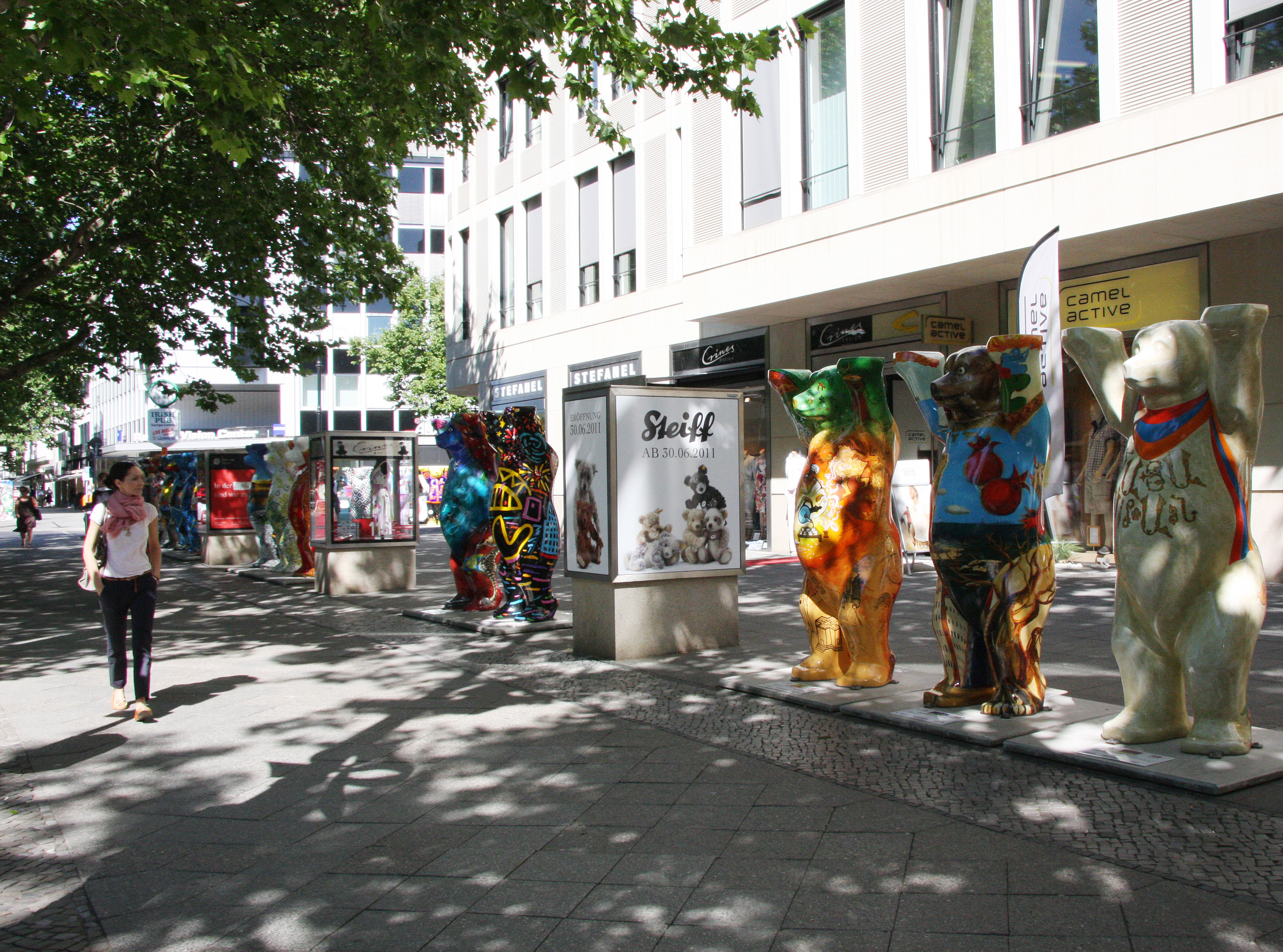
United Buddy Bear Berlim, Kurfürstendamm 2011

- United Buddy Bears
 Kuala Lumpur 2012
- United Buddy Bears
 São Petersburgo 2012
- United Buddy Bears
 Antigua Guatemala 2019